# محمد بن بكر
محمد بن بكر ، أو محمد خوجة ، هو داي الجزائر الذي حكم من 1748 إلى 1754 . الملقب بـ " أعور تم انتخابه لأنه اشتهر بصفاته الإنسانية ، وإحساسه بالعدالة ، وبالتالي كان يُنظر إليه على أنه متفوق على المنافسين الآخرين. في عهده ، صدر عهد الأمان 1748 ، وهو قانون أو بالأحرى لائحة سياسية وعسكرية تهدف إلى تنظيم قوات الإنكشاري ، وعرقلة تدخلاته في الحياة العامة. في الواقع ، بمجرد أن تولى منصبه كداي ، يستدعي الديوان حتى يميل " انحلال جيش المملكة وضعف القوات »، ولا سيما في أعقاب الأحداث المختلفة التي وقعت في عامي 1747 و1748 . هذا النظام سيخدم سياسيًا لخليفته بابا علي الذي سيتعين عليه مواجهة عدة ثورات من Odjack.
كما يجب أن يواجه وباء الطاعون في عدة مدن بالبلاد ( الجزائر ، جيجلي ، قسنطينة ، القلعة ).